# Кибјер
Кибјер (фр. Cubières) насеље је и општина у јужној Француској у региону Лангдок-Русијон, у департману Лозер која припада префектури Манд.
По подацима из 2011. године у општини је живело 170 становника, а густина насељености је износила 3,48 становника/km². Општина се простире на површини од 48,88 km². Налази се на средњој надморској висини од 900 метара (максималној 1.633 m, а минималној 756 m).

## Демографија
| 1962. | 1968. | 1975. | 1982. | 1990. | 1999. | 2011. |
| ----- | ----- | ----- | ----- | ----- | ----- | ----- |
| 508   | 398   | 328   | 281   | 207   | 197   | 170   |

График промене броја становника у току последњих година